# Nederlands voetbalelftal onder 17 (mannen)
Het Nederlands voetbalelftal onder 17 is het nationale voetbalelftal van Nederland voor spelers jonger dan 17 jaar. Het elftal probeert zich jaarlijks te kwalificeren voor het Europees kampioenschap onder 17. In de oneven jaren dient het EK tevens als kwalificatietoernooi voor het wereldkampioenschap onder 17.

## Prestaties op eindrondes
| 1985   | Niet gekwalificeerd | Niet gekwalificeerd | Niet gekwalificeerd | Niet gekwalificeerd | Niet gekwalificeerd | Niet gekwalificeerd | Niet gekwalificeerd | Niet gekwalificeerd | Niet gekwalificeerd | Niet gekwalificeerd |
| 1987   | Niet gekwalificeerd | Niet gekwalificeerd | Niet gekwalificeerd | Niet gekwalificeerd | Niet gekwalificeerd | Niet gekwalificeerd | Niet gekwalificeerd | Niet gekwalificeerd | Niet gekwalificeerd | Niet gekwalificeerd |
| 1989   | Niet gekwalificeerd | Niet gekwalificeerd | Niet gekwalificeerd | Niet gekwalificeerd | Niet gekwalificeerd | Niet gekwalificeerd | Niet gekwalificeerd | Niet gekwalificeerd | Niet gekwalificeerd | Niet gekwalificeerd |
| 1991   | Niet gekwalificeerd | Niet gekwalificeerd | Niet gekwalificeerd | Niet gekwalificeerd | Niet gekwalificeerd | Niet gekwalificeerd | Niet gekwalificeerd | Niet gekwalificeerd | Niet gekwalificeerd | Niet gekwalificeerd |
| 1993   | Niet gekwalificeerd | Niet gekwalificeerd | Niet gekwalificeerd | Niet gekwalificeerd | Niet gekwalificeerd | Niet gekwalificeerd | Niet gekwalificeerd | Niet gekwalificeerd | Niet gekwalificeerd | Niet gekwalificeerd |
| 1995   | Niet gekwalificeerd | Niet gekwalificeerd | Niet gekwalificeerd | Niet gekwalificeerd | Niet gekwalificeerd | Niet gekwalificeerd | Niet gekwalificeerd | Niet gekwalificeerd | Niet gekwalificeerd | Niet gekwalificeerd |
| 1997   | Niet gekwalificeerd | Niet gekwalificeerd | Niet gekwalificeerd | Niet gekwalificeerd | Niet gekwalificeerd | Niet gekwalificeerd | Niet gekwalificeerd | Niet gekwalificeerd | Niet gekwalificeerd | Niet gekwalificeerd |
| 1999   | Niet gekwalificeerd | Niet gekwalificeerd | Niet gekwalificeerd | Niet gekwalificeerd | Niet gekwalificeerd | Niet gekwalificeerd | Niet gekwalificeerd | Niet gekwalificeerd | Niet gekwalificeerd | Niet gekwalificeerd |
| 2001   | Niet gekwalificeerd | Niet gekwalificeerd | Niet gekwalificeerd | Niet gekwalificeerd | Niet gekwalificeerd | Niet gekwalificeerd | Niet gekwalificeerd | Niet gekwalificeerd | Niet gekwalificeerd | Niet gekwalificeerd |
| 2003   | Niet gekwalificeerd | Niet gekwalificeerd | Niet gekwalificeerd | Niet gekwalificeerd | Niet gekwalificeerd | Niet gekwalificeerd | Niet gekwalificeerd | Niet gekwalificeerd | Niet gekwalificeerd | Niet gekwalificeerd |
| 2005   | Derde               | 6                   | 4                   | 0                   | 2                   | 12                  | 10                  |                     |                     |                     |
| 2007   | Niet gekwalificeerd | Niet gekwalificeerd | Niet gekwalificeerd | Niet gekwalificeerd | Niet gekwalificeerd | Niet gekwalificeerd | Niet gekwalificeerd | Niet gekwalificeerd | Niet gekwalificeerd | Niet gekwalificeerd |
| 2009   | Groepsfase          | 3                   | 1                   | 0                   | 2                   | 3                   | 4                   |                     |                     |                     |
| 2011   | Groepsfase          | 3                   | 0                   | 1                   | 2                   | 3                   | 5                   |                     |                     |                     |
| 2013   | Niet gekwalificeerd | Niet gekwalificeerd | Niet gekwalificeerd | Niet gekwalificeerd | Niet gekwalificeerd | Niet gekwalificeerd | Niet gekwalificeerd | Niet gekwalificeerd | Niet gekwalificeerd | Niet gekwalificeerd |
| 2015   | Niet gekwalificeerd | Niet gekwalificeerd | Niet gekwalificeerd | Niet gekwalificeerd | Niet gekwalificeerd | Niet gekwalificeerd | Niet gekwalificeerd | Niet gekwalificeerd | Niet gekwalificeerd | Niet gekwalificeerd |
| 2017   | Niet gekwalificeerd | Niet gekwalificeerd | Niet gekwalificeerd | Niet gekwalificeerd | Niet gekwalificeerd | Niet gekwalificeerd | Niet gekwalificeerd | Niet gekwalificeerd | Niet gekwalificeerd | Niet gekwalificeerd |
| 2019   | Vierde              | 7                   | 3                   | 1                   | 3                   | 14                  | 12                  |                     |                     |                     |
| 2023   | Niet gekwalificeerd | Niet gekwalificeerd | Niet gekwalificeerd | Niet gekwalificeerd | Niet gekwalificeerd | Niet gekwalificeerd | Niet gekwalificeerd | Niet gekwalificeerd | Niet gekwalificeerd | Niet gekwalificeerd |
| Totaal | 4/19                | 19                  | 8                   | 2                   | 9                   | 32                  | 31                  |                     |                     |                     |

| 2002   | Groepsfase          | 3                   | 1                   | 1                   | 1                   | 10                  | 7                   |                     |                     |                     |
| 2003   | Niet gekwalificeerd | Niet gekwalificeerd | Niet gekwalificeerd | Niet gekwalificeerd | Niet gekwalificeerd | Niet gekwalificeerd | Niet gekwalificeerd | Niet gekwalificeerd | Niet gekwalificeerd | Niet gekwalificeerd |
| 2004   | Niet gekwalificeerd | Niet gekwalificeerd | Niet gekwalificeerd | Niet gekwalificeerd | Niet gekwalificeerd | Niet gekwalificeerd | Niet gekwalificeerd | Niet gekwalificeerd | Niet gekwalificeerd | Niet gekwalificeerd |
| 2005   | Finale              | 5                   | 2                   | 2                   | 1                   | 5                   | 5                   |                     |                     |                     |
| 2006   | Niet gekwalificeerd | Niet gekwalificeerd | Niet gekwalificeerd | Niet gekwalificeerd | Niet gekwalificeerd | Niet gekwalificeerd | Niet gekwalificeerd | Niet gekwalificeerd | Niet gekwalificeerd | Niet gekwalificeerd |
| 2007   | Groepsfase          | 3                   | 1                   | 1                   | 1                   | 6                   | 6                   |                     |                     |                     |
| 2008   | Halve finale        | 4                   | 2                   | 0                   | 2                   | 4                   | 5                   |                     |                     |                     |
| 2009   | Finale              | 5                   | 2                   | 1                   | 2                   | 6                   | 7                   |                     |                     |                     |
| 2010   | Niet gekwalificeerd | Niet gekwalificeerd | Niet gekwalificeerd | Niet gekwalificeerd | Niet gekwalificeerd | Niet gekwalificeerd | Niet gekwalificeerd | Niet gekwalificeerd | Niet gekwalificeerd | Niet gekwalificeerd |
| 2011   | Winnaar             | 5                   | 4                   | 1                   | 0                   | 9                   | 2                   |                     |                     |                     |
| 2012   | Winnaar             | 5                   | 3                   | 2                   | 0                   | 10                  | 5                   |                     |                     |                     |
| 2013   | Niet gekwalificeerd | Niet gekwalificeerd | Niet gekwalificeerd | Niet gekwalificeerd | Niet gekwalificeerd | Niet gekwalificeerd | Niet gekwalificeerd | Niet gekwalificeerd | Niet gekwalificeerd | Niet gekwalificeerd |
| 2014   | Finale              | 5                   | 4                   | 1                   | 0                   | 16                  | 5                   |                     |                     |                     |
| 2015   | Groepsfase          | 3                   | 0                   | 3                   | 0                   | 2                   | 2                   |                     |                     |                     |
| 2016   | Halve finale        | 5                   | 3                   | 0                   | 2                   | 4                   | 4                   |                     |                     |                     |
| 2017   | Kwartfinale         | 4                   | 1                   | 1                   | 2                   | 4                   | 7                   |                     |                     |                     |
| 2018   | Winnaar             | 6                   | 6                   | 0                   | 0                   | 10                  | 3                   |                     |                     |                     |
| 2019   | Winnaar             | 6                   | 5                   | 0                   | 1                   | 15                  | 6                   |                     |                     |                     |
| 2022   | Tweede              | 6                   | 4                   | 1                   | 1                   | 13                  | 8                   |                     |                     |                     |
| 2023   | Groepsfase          | 3                   | 0                   | 1                   | 2                   | 2                   | 7                   |                     |                     |                     |
| 2024   | Niet gekwalificeerd | Niet gekwalificeerd | Niet gekwalificeerd | Niet gekwalificeerd | Niet gekwalificeerd | Niet gekwalificeerd | Niet gekwalificeerd | Niet gekwalificeerd | Niet gekwalificeerd | Niet gekwalificeerd |
| Totaal | 15/21               | 69                  | 35                  | 17                  | 17                  | 115                 | 78                  |                     |                     |                     |

### EK 2009
Op het Europees kampioenschap 2009 in Duitsland gooide Nederland hoge ogen door tot de finale te komen. In de groepsfase trad het achtereenvolgend aan tegen Engeland (1-1), Turkije (2-1) en Duitsland (0-2), waarna het naar de halve finale ging. In die halve finale werd Zwitserland met 2-1 verslagen door doelpunten van Shabir Isoufi en Luc Castaignos.
Nederland speelde in de finale op 18 mei opnieuw tegen Duitsland en verloor deze wedstrijd na verlenging met 1-2.

### EK 2011
Nadat in 2010 de eindronde van het EK niet werd gehaald, lukte het in 2011 wel weer om de eindronde te halen; voor de vierde keer in vijf jaar tijd. Dit keer onder de leiding van coach Albert Stuivenberg. Nadat Nederland de halve finale met 1-0 wist te winnen van Engeland werd op 15 mei in Novi Sad de finale met 5-2 van Duitsland gewonnen.

### EK 2012
Nadat onder 17 het EK in 2011 had gewonnen was er weer een reële kans om het toernooi te winnen, de selectie bevatte grote talenten zoals, Riechedly Bazoer, Tonny Vilhena en Nathan Aké. De groepswedstrijd tegen Slovenië onder 17 werd gewonnen. Daarna speelde oranje twee keer gelijk tegen België en Polen. In de halve finale won oranje met 2-0 van Georgië. Net als het jaar daarvoor stond oranje in de finale tegen Duitsland, er werd 1-1 gelijk gespeeld maar oranje won de penaltyserie met 5-4. Succescoach Albert Stuivenberg had in 2 jaar tijd, twee Onder-17 EK's gewonnen. Mede door deze successen werd hij in 2013 benoemd tot coach van Jong Oranje

### EK 2014
In 2014 werd oranje gezien als de grote favoriet om het toernooi te winnen, deze gouden lichting bevatte spelers als, Abdelhak Nouri , Donny van de Beek , Jari Schuurman en Steven Bergwijn. Onder 17 won alle 3 groepswedstrijden tegen Turkije (3-2), Malta (5-2) en Engeland (2-0). In de halve finale moest onder 17 het tegen Schotland opnemen. Deze wedstrijd werd zeer gemakkelijk met 5-0 gewonnen. In de finale wachtte Engeland waar oranje in de groepsfase al van gewonnen had. Het werd 1-1 waarna er penalty's genomen moesten worden, Engeland won de penaltyreeks met 4-1.

## Spelersrecords

### Meeste interlands

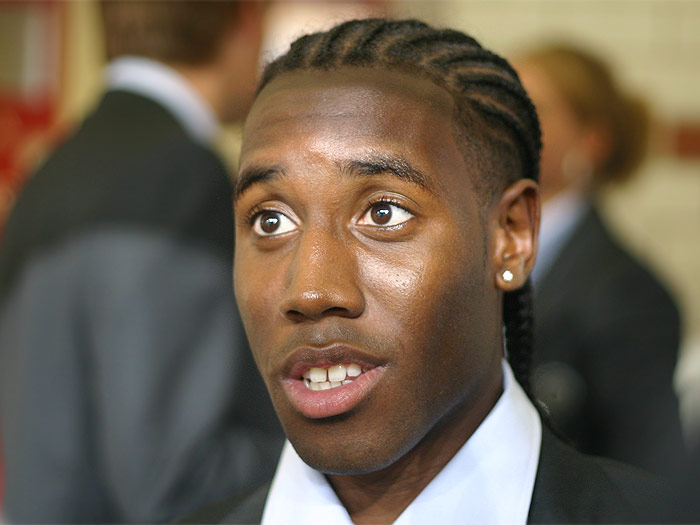
Vurnon Anita speelde samen met Nathan Aké de meeste interlands voor Nederland O-17

|    | Naam                 | Carrière    | Interlands | Doelpunten |
| -- | -------------------- | ----------- | ---------- | ---------- |
| 1  | Vurnon Anita         | 2004 - 2006 | 28         | 3          |
| 1  | Nathan Aké           | 2011 - 2012 | 28         | 3          |
| 3  | Oğuzhan Özyakup      | 2008 - 2009 | 26         | 6          |
| 4  | Tonny Vilhena        | 2011 - 2012 | 25         | 9          |
| 5  | Dirk Marcellis       | 2003 - 2005 | 23         | 1          |
| 5  | Diego Biseswar       | 2004 - 2005 | 23         | 6          |
| 5  | Shabir Isoufi        | 2008 - 2009 | 23         | 8          |
| 8  | Georginio Wijnaldum  | 2005 - 2007 | 21         | 4          |
| 8  | Thom Haye            | 2011 - 2012 | 21         | 3          |
| 10 | Martijn van der Laan | 2004 - 2005 | 20         | 1          |
| 10 | Stefan de Vrij       | 2008 - 2009 | 20         | 0          |
| 10 | Donyell Malen        | 2015 - 2016 | 20         | 1          |

Bijgewerkt t/m: 8 jan 2018

### Meeste doelpunten
|   | Naam                       | Carrière    | Doelpunten | Interlands | Doelpunt/Interland |
| - | -------------------------- | ----------- | ---------- | ---------- | ------------------ |
| 1 | Daishawn Redan             | 2017 - 2018 | 14         | 16         | 0,98               |
| 2 | Luc Castaignos             | 2008 - 2009 | 13         | 19         | 0,68               |
| 3 | Jan Vennegoor of Hesselink | 1994 - 1995 | 10         | 8          | 1,25               |
| 3 | Collins John               | 2001 - 2002 | 10         | 13         | 0,77               |
| 3 | Geoffrey Castillion        | 2007 - 2008 | 10         | 16         | 0,63               |
| 4 | Rik Platvoet               | 1991 - 1992 | 9          | 9          | 1,00               |
| 4 | John Goossens              | 2004 - 2005 | 9          | 19         | 0,47               |
| 4 | Tonny Trindade de Vilhena  | 2011 - 2012 | 9          | 25         | 0,36               |
| 5 | Jürgen Locadia             | 2009 - 2010 | 8          | 11         | 0,73               |
| 5 | Steven Bergwijn            | 2013 - 2014 | 8          | 15         | 0,53               |
| 5 | Memphis Depay              | 2010 - 2011 | 8          | 17         | 0,47               |
| 5 | Shabir Isoufi              | 2008 - 2009 | 8          | 23         | 0,35               |

Bijgewerkt t/m: 3 juni 2018 

## Huidig team
De volgende 17 spelers zijn door de bondscoach Pieter Schrassert Bert opgeroepen voor de kwalificatie van het EK onder 17 2023.
Interlands en doelpunten bijgewerkt tot en met Nederland-17 - Engeland-17 (28 maart 2023)
| Rugnummer   | Naam                         | Wed. | Dlpnt. | Club             |
| ----------- | ---------------------------- | ---- | ------ | ---------------- |
| Doel        |                              |      |        |                  |
| 1           | Kiyani Zeggen Lieuw Kie Song | 7    | 0      | AZ               |
| 16          | Tim Haksteeg                 | 0    | 0      | Feyenoord        |
| 1           | Jur Schipper                 | 2    | 0      | AZ               |
| Verdediging |                              |      |        |                  |
| 2           | Givairo Read                 | 6    | 0      | FC Volendam      |
| 4           | Jorrel Hato                  | 4    | 0      | Ajax             |
| 5           | Mats Rots                    | 9    | 1      | FC Twente        |
| 12          | Eus Waayers                  | 1    | 0      | PSV              |
| 14          | Dies Janse                   | 8    | 1      | Ajax             |
| 15          | Wessel Kuhn                  | 9    | 1      | PSV              |
| 13          | Precious Ugwu                | 0    | 0      | Ajax             |
| Middenveld  |                              |      |        |                  |
| 3           | Juliën Mesbahi               | 9    | 0      | FC Twente        |
| 6           | Enouch Mastoras              | 12   | 2      | AZ               |
| 8           | Julian Oerip                 | 11   | 0      | AZ               |
| 10          | Tygo Land                    | 10   | 2      | PSV              |
| Aanval      |                              |      |        |                  |
| 7           | Aymen Sliti                  | 6    | 2      | Feyenoord        |
| 9           | Jesse Bal                    | 5    | 0      | Sparta Rotterdam |
| 11          | Kayden Wolff                 | 6    | 3      | Ajax             |
| 17          | Zepiqueno Redmond            | 7    | 0      | Feyenoord        |
| 19          | Shaqueel van Persie          | 6    | 1      | Feyenoord        |
| 20          | Jasper Hartog                | 4    | 0      | AZ               |
| 21          | Martin Sherif                | 3    | 0      | Everton FC       |

### Staf
| Naam                   | Functie        |
| ---------------------- | -------------- |
| Technische staf        |                |
| Pieter Schrassert Bert | Bondscoach     |
| Maurice Hagebeuk       | Assistent      |
| Wim Reckers            | Keeperstrainer |